# Leopold I. Belgijski
Leopold I. Belgijski (s polnim imenom Leopold Georg Christian Friederich), belgijski kralj, * 16. december 1790, Coburg, Nemčija, † 10. december 1865, Laeken, Belgija.
Leopold I. je bil izvoljen za prvega kralja Belgijcev, potem ko so se Belgijci osamosvojili izpod Nizozemske. S tem je postal utemeljitelj belgijske veje dinastije Saška-Coburg in Gotha, katere pripadniki kraljujejo v Belgiji še danes.

## Življenje pred prihodom na prestol
Leopold I. se je rodil 16. decembra 1790 v palači Ehrenburg v Coburgu kot osmi od devetih otrok vojvode Franca Saško-Coburško-Saalfeldskega in njegove druge soproge Auguste Reuss zu Ebersdorf.
Potem ko je po očetovi smrti prestol vojvodine prevzel njegov starejši brat Ernest, je sodeloval v političnem življenju vojvodine, ki je med napoleonskimi vojnami postala članica Renske zveze. Leopold je bil nekaj časa v diplomatski službi v Parizu, kjer se je zelo izkazal. Napoleon Bonaparte je imel o njem dobro mnenje, vseeno pa se Leopold ni preveč navezal nanj. Bil je prvi med nemškimi knezi, ki se je že leta 1813 pridružil ruski vojski in v njej dosegel čin polkovnika. Izkazal se je v več bitkah in si pridobil naklonjenost ruskega carja Aleksandra I. Po Napoleonovem padcu je ravno on posredoval na britanskem dvoru, da se je Leopold leta 1816 lahko poročil s Šarloto, princeso V. Britanije in Irske, hčerjo kasnejšega kralja Jurija IV.  Žal je Šarlota že naslednje leto med porodom skupaj z novorojenčkom umrla, sicer bi Leopold postal kralj-soprog, ko bi Šarlota nasledila svojega očeta. Ta naziv je kasneje nosil njegov nečak Albert, soprog kraljice Viktorije. Zaradi dobrih zvez na številnih evropskih dvorih so mu kar dvakrat (1825 in 1830) ponudili grško krono, vendar jo je obakrat zavrnil.

## Kralj Belgijcev
Po uspešni belgijski revoluciji leta 1830, ki je privedla do osamosvojitve Belgije, je belgijski parlament ponudil kraljevsko krono Leopoldu. Bil je sicer šele tretji kandidat, vendar edini, ki je bil sprejemljiv tudi za velesile, še posebej Veliko Britanijo. Leopold je slovesno prisegel pred belgijskim parlamentom 21. julija 1831. Že takoj na začetku se je znašel v težavnem položaju, saj slabo opremljena in neizkušena belgijska vojska ni bila kos Nizozemcem, ki se niso mogli sprijazniti z belgijsko osamosvojitvijo. S francosko pomočjo in angleško diplomatsko akcijo pa mu je uspelo ohraniti neodvisnost in meje Belgije, ki so jih končno leta 1839 priznali tudi Nizozemci.
Belgija je z novo ustavo postala parlamentarna monarhija, kar je močno omejilo oblast vladarja, vendar je Leopold vse omejitve sprejel in ustvaril temelje moderne belgijske države. Notranjo politiko je v celoti prepuščal strankam in parlamentu in se držal svoje nadstranskarske vloge ustavnega usklajevalca. Prav zato njegov prestol v revolucionarnem vrenju leta 1848, ki je pretresalo večino evropskih držav, ni bil ogrožen. Večjo vlogo je obdržal na področju obrambe in zunanje politike, kjer so mu tudi parlamentarci priznavali velik osebni ugled. Zavzemal se je za oboroženo nevtralnost Belgije in skrbel za modernizacijo in usposabljanje belgijske vojske, ob tem pa negoval dobre sosedske odnose s Francijo pod Napoleonom III.

## Začetnik nove dinastije
Da bi utrdil svoj mednarodni položaj in da bi si zagotovil nasledstvo na prestolu, se je leta 1832 ponovno poročil. Njegova izbranka je bila Marija Luiza Orleanska, hči kralja Francozov Louisa-Philippa. Zasnubil jo je bil že dve leti prej, a ga je zavrnila, tokrat pa je popustila pod očetovimi pritiski, saj si je Louis-Philippe želel dobrih odnosov in vpliva v sosednji državi. Z njo je imel štiri otroke:
- Ludvik Filip Leopold (* 24. julij 1833, Bruselj; † 16. maj 1834, Bruselj)
- Leopold II. (* 9. april 1835 Bruselj; † 17. december 1909, Bruselj)∞ Marija Henrieta Habsburško-Lotarinška (1836–1902).
- Filip, grof Flamski (* 24. marec 1837, Laeken; † 17. november 1905, Bruselj ∞ Marija Hohenzollern-Sigmaringen (1845–1912)
- Šarlota (* 7. junij 1840,  Laeken; † 19. januar 1927, grad Bouchout, Belgija) ∞ nadvojvoda Maksimilijan Habsburško-Lotarinški, mehiški cesar (1832–1867).

Drugič je ovdovel leta 1850, ob tem pa je imel še vrsto ljubic in tudi nekaj nezakonskih otrok. Leopold I. je po 34 letih vladanja umrl 10. decembra 1865 v kraljevi palači Laeken v Bruslju.